# Фаусто Клінгер
Фаусто Франсіско Клінгер (ісп. Fausto Francisco Klinger, нар. 15 квітня 1953, Есмеральдас) — еквадорський футболіст, який грав на позиції півзахисника. Відомий за виступами в клубах «Депортіво Куенка» і «Барселона» (Гуаякіль), а також у складі національної збірної Еквадору на двох Кубках Америки.

## Клубна кар'єра
Фаусто Клінгер народився в місті Есмеральдас, та розпочав виступи на футбольних полях у 1972 році в складі команди «Депортіво Куенка». У 1980 році футболіст перейшов до складу команди «Барселона» (Гуаякіль), у складі якої чотири рази ставав чемпіоном Еквадору. завершив виступи на футбольних полях у 1987 році.

## Виступи за збірну
У 1975 році Фаусто Клінгер дебютував у складі національної збірної Еквадору. У цьому ж році він у складі збірної брав участь у Кубку Америки 1975 року. У 1979 році футболіст удруге брав участь у Кубку Америки, після чого до складу збірної не залучався. Загалом у складі збірної зіграв 23 матчі, в яких відзначився 1 забитим м'ячем.